# Ferran Rull
Ferran Rull   (el Catllar, 22 d'agost de 1997) és un actor de teatre, cinema, televisió i doblatge català. Va debutar al món del cinema amb la pel·lícula Herois, dirigida per Pau Freixas i escrita per Albert Espinosa, en la qual fa el personatge principal, Xavier Sala. Ha aparegut a la sèrie de TV3 Polseres vermelles, també dirigida per Pau Freixas i escrita per Albert Espinosa. En aquesta sèrie interpreta el Bru, un noi que està a l'hospital perquè li falta un ronyó. El 2009, Rull va fer un curtmetratge anomenat Pare model, on feia de nen dolent. Des dels 8 anys va a l'Escola de Teatre i Musical Memory.

## Filmografia

### Cinema
- 2010: Herois (com a Xavier Sala)

### Televisió
- 2011: Polseres vermelles (com a Bru)
- 2023: Bojos per Molière[1]

### Curtmetratges
- 2009: Pare model